# Arzano (Włochy)
Arzano – miasto i gmina we Włoszech, w regionie Kampania, w prowincji Neapol.
Według danych na rok 2004 gminę zamieszkiwało 37 988 osób, 9497 os./km².